# Rio Tapera
O rio Tapera é um curso de água que banha o estado da Paraíba, no Brasil.